# Adoretus cylindricus
Adoretus cylindricus är en skalbaggsart som beskrevs av Frey 1970. Adoretus cylindricus ingår i släktet Adoretus och familjen Rutelidae. Inga underarter finns listade i Catalogue of Life.